# Наталине (Берестинський район)
Ната́лине — село в Україні, у Берестинському районі Харківської області. Центр Наталинської сільської громади.

## Географія
Село Наталине знаходиться на лівому березі річки Берестова, вище за течією за 2 км — село Улянівка, нижче за течією на відстані 5 км розташовані села Добренька і Мартинівка, на протилежному березі річки — місто Берестин. Через село проходять автомобільні дороги М18 і Т 2119.

## Історія
Після ліквідації Запорізької Січі у 1775 році було створено Азовську губернію з адміністративним центром в Бєльовській фортеці, генерал-губернатором було призначено графа Черткова В. О. У 1776 році Василь Олексійович переїздить до Бєльовської фортеці зі своєю родиною. З призначенням граф отримав у власність 16 тисяч десятин землі. Частину земель — територію сучасної Наталинської сільської ради, граф подарував дружині, і вже у 1777 році Наталія Дмитрівна Черткова (Семічова) заснувала тут поселення, якому дала своє ім'я. Турботлива і енергійна графиня піклувалася про своє містечко і його мешканців до 1787 року. У 1787 році, з приїздом імператриці Катерини II, граф Чертков отримав подяку за заслуги і Саратовську губернію в управління, але внаслідок інтриг графа Потьомкіна, Харківське намісництво і свої землі сім'я Черткових залишає і переїжджає до Воронежа. В історичних джерелах село Наталине у 1780—1781 роках згадується, як містечко Наталинськ.
За даними на 1859 рік у власницькому селі Наталине (Шахівка) Костянтиноградського повіту Полтавської губернії мешкало 610 осіб (303 чоловічої статі та 307 — жіночої), налічувалось 76 дворових господарств, існувала православна церква, відбувався щорічний ярмарок.
Станом на 1900 рік село було центром Наталинської волості.
Під час організованого радянською владою Голодомору 1932—1933 років померло щонайменше 50 жителів села.

## Населення
Згідно з переписом УРСР 1989 року чисельність наявного населення села становила 4562 особи, з яких 2192 чоловіки та 2370 жінок.
За переписом населення України 2001 року в селі мешкали 3552 особи.

### Мова
Розподіл населення за рідною мовою за даними перепису 2001 року:
| Мова       | Відсоток |
| ---------- | -------- |
| українська | 83,61 %  |
| російська  | 15,66 %  |
| вірменська | 0,17 %   |
| білоруська | 0,14 %   |
| угорська   | 0,06 %   |
| молдовська | 0,03 %   |
| інші       | 0,33 %   |

## Економіка
- Готель «Лісовий»
- «Насіння-Красноград», агрофірма, ВАТ
- Підсобне господарство «Україна»
- Дочірнє підприємство «Красноградська меблева фабрика»
- Красноградська овочева фабрика, ТОВ

## Відомі люди
- У селі народився український письменник Іван Юхимович Сенченко (1901—1975).
- Сиротенко Анатолій Миколайович — генерал-лейтенант. Начальник Харківського гвардійського інституту танкових військ імені Верховної Ради України. Начальник Територіального управління «Північ». Командувач військами Південного оперативного командування.

## Символіка

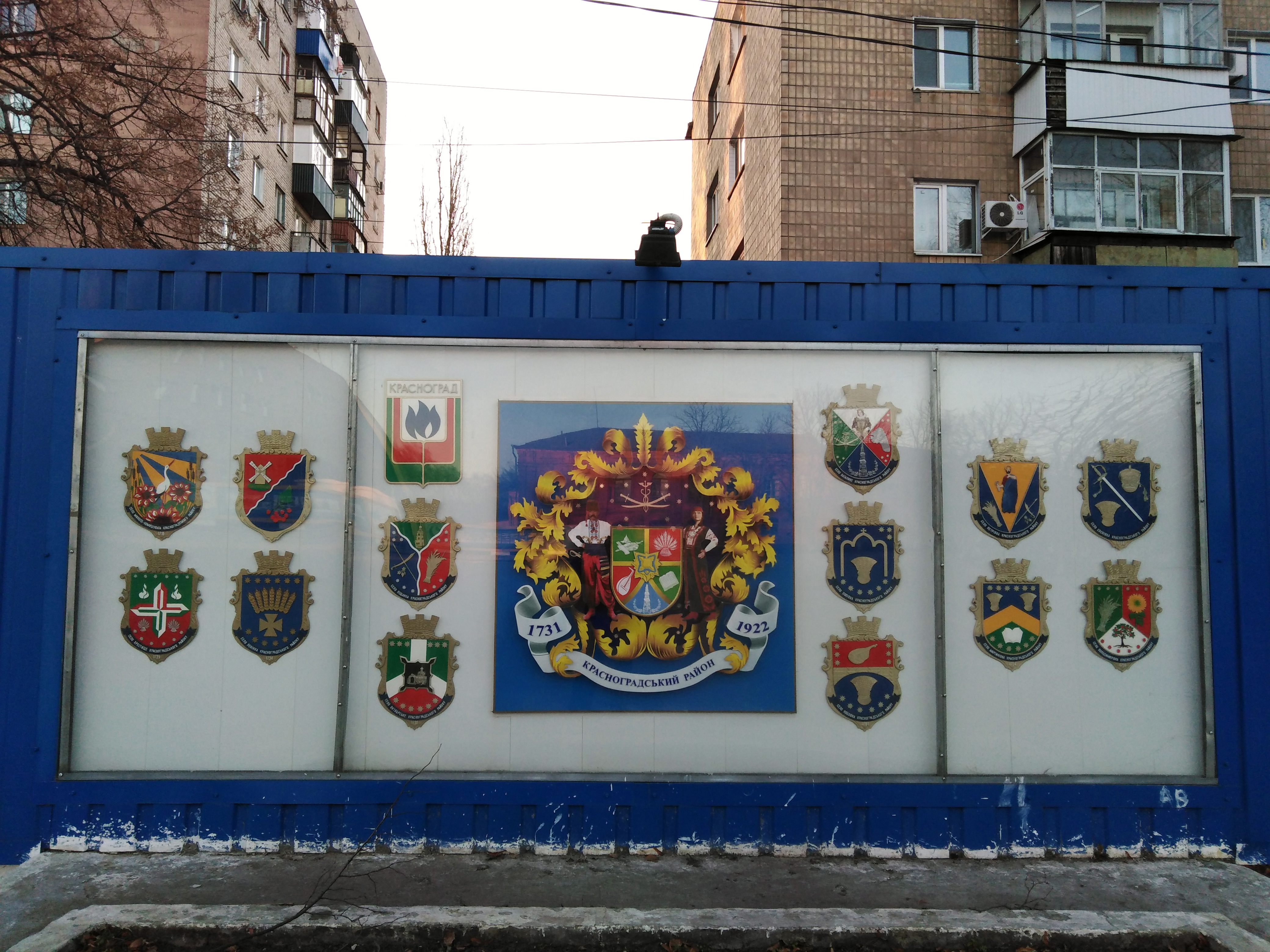
Герби населених пунктів Берестинського району серед них праворуч, герб села Наталине

### Герб
Герб територіальних громад Наталинської сільської ради, відповідно до сучасних вимог, має форму іспанського щита, який вписано у золотий декоративний картуш, що увінчаний золотою короною із злакових колосів. Щит герба розділено срібним салтиром на 4 частини, з використанням 4 кольорів: білого, зеленого, червоного та синього, де розташовані зображення:
- у 1-му білому полі — Наталії Дмитрівни Черткової з маленькою копією «Ноєва Ковчега», складовим елементом родового герба Черткових;
- у 2-му зеленому полі — золотого перехрестя шабель та жезла Гермеса із шістьма восьмипроменевими золотими зірками;
- у 3-му червоному полі — срібних колосів пшениці із серпом та шістьма срібними восьмипроменевими зірками;
- у 4-му синьому полі — срібного зображення бурової вишки обрамованого лавровими гілками.

Зображення Наталії Дмитрівни Черткової виконано з використанням графічних комп'ютерних програм на підставі історичних джерел та спогадів сучасників. Зображення обличчя умовне, будь-який збіг зовнішності — випадковий. У нижній частині картуша розташовано напис срібними літерами «1777». На картуші розміщено стрічку синього кольору з написом срібними літерами «село Наталине Красноградського району».

### Прапор
Прапор територіальних громад Наталинської сільської ради являє собою квадратне трикольорове полотнище із співвідношенням сторін 1:1. Кольори і розташування смуг на прапорі відтворено у відповідності до зображення родового герба Черткових — засновників поселення на території Наталинської сільської ради. З нижнього правого кута (лівого від глядача), по колу відходять 5 рівнопропорційних смуг, вужчі на початку і ширші по краях, із послідовністю кольорів: червоний, зелений, білий, зелений, червоний. Кожна кольорова смуга відділена одна від іншої золотою стрічкою.

### Значення символів
Зображення Наталії Дмитрівни Черткової відображає історичний факт заснування поселення на землях, які раніше належали до Вольностей Війська Запорізького.
Зображення дванадцяти восьмипроменевих зірок відображає факт входження земель сучасної території Наталинської сільської ради до території Вольностей Війська Запорізького та існування на її теренах «зимових» поселень козаків. З 1734 року сучасна територія Наталинської сільської ради входила до складу Самарської, а пізніше — Орельської паланок Вольностей Війська Запорізького.
Зображення перехрестя шабель та жезла Гермеса із шістьма восьмипроменевими зірками відображає факт входження земель сучасної території Наталинської сільської ради до території Вольностей Війська Запорізького та існування на її теренах «зимових» поселень козаків, де вони окрім сільського господарства, займалися торгівлею, завдяки проходженню давнього торгового «Муравського шляху».
Зображення колосів пшениці та серпа із шістьма восьмипроменевими зірками є ознакою сільськогосподарської направленості діяльності мешканців сучасної території сільської ради з давніх часів.
Срібне зображення бурової вишки обрамоване гілками лавру символізує газовидобувну промисловість, як основне джерело економічного розвитку населених пунктів Наталинської сільської ради і добробуту їх жителів.
Срібний напис на картуші герба «1777» символізує рік заснування села Наталине.